# Myrmecophilus concolor
Myrmecophilus concolor är en insektsart som beskrevs av Lucien Chopard 1928. Myrmecophilus concolor ingår i släktet Myrmecophilus och familjen Myrmecophilidae. Inga underarter finns listade i Catalogue of Life.